# Blasconura
Genre
Blasconura est un genre de collemboles de la famille des Neanuridae.

## Liste des espèces
Selon Checklist of the Collembola of the World (version du 15 octobre 2019) :
- Blasconura anamalensis Cassagnau, 1988
- Blasconura batai Bedos & Deharveng, 2000
- Blasconura ceylonica Cassagnau, 1988
- Blasconura hirtella (Börner, 1906)
- Blasconura palniensis Cassagnau, 1988
- Blasconura prabhooi Cassagnau, 1988
- Blasconura separata (Denis, 1934)
- Blasconura sholica Cassagnau, 1988
- Blasconura toda Cassagnau, 1988
- Blasconura vivianae Palacios-Vargas & Díaz, 1992

## Publication originale
- Cassagnau, 1983 : Un nouveau modèle phylogénétique chez les collemboles Neanurinae. Nouvelle Revue d'Entomologie, vol. 13, no 1, p. 3-27.